# Dorian Godon
Pour les articles homonymes, voir Godon.
Dorian Godon, né le 25 mai 1996 à Vitry-sur-Seine, est un coureur cycliste français, membre de l'équipe Decathlon AG2R La Mondiale. En juin 2025, il devient champion de France sur route.

## Biographie

### Carrière amateur
Né à Vitry-sur-Seine, Dorian Godon déménage avec ses parents à Lyon alors qu'il a cinq ans. Il commence le cyclisme dans le club Lyon Sprint Evolution, au même âge.
En 2013, il rejoint le Vulco-VC de Vaulx-en-Velin. Pour ses débuts juniors (moins de 19 ans), il se fait remarquer au niveau national en terminant notamment troisième au Challenge national et neuvième de la Classique des Alpes juniors. Lors de sa deuxième saison en 2014, il confirme en obtenant diverses victoires et accessits, comme une quatrième place aux championnats de France. 
En 2015, il monte dans l'équipe DN1 de son club, tout en menant des études de médecine. Pour ses débuts en catégorie espoirs (moins de 23 ans), il court d'abord en deuxième catégorie avec un calendrier limité, en raison d'un emploi du temps chargé. Son été est également perturbé par une chute lors des championnats de Rhône-Alpes, où il se fracture le poignet gauche. De retour à la compétition, il parvient à terminer deuxième du Tour du Pays de Gex-Valserine. Lors de la Classique Champagne-Ardenne, manche de la Coupe de France DN1, il sauve son club de la relégation en DN2 pour un seul point grâce à sa 28e place.
En 2016, il se révèle chez les amateurs en remportant le titre de champion de Rhône-Alpes, le Prix de Bourg-en-Bresse ainsi que le Grand Prix Delorme-Eurocapi. Il se classe également deuxième du Grand Prix de Buxerolles, manche de la Coupe de France DN1, ou encore quinzième du Rhône-Alpes Isère Tour. Le 31 juillet, il se distingue en prenant la deuxième place du Trophée Almar, manche de la Coupe des Nations, pour sa première sélection en l'équipe de France espoirs. Il est ensuite stagiaire à partir du mois d'aout au sein de l'équipe Cofidis. Lors du Tour du Poitou-Charentes, il se met en évidence en roulant en tête de peloton pendant plusieurs heures au service de Nacer Bouhanni, qui remporte deux étapes. À l'issue de ce stage, la formation nordiste lui offre un contrat professionnel.
Au cours de cette même saison, il ne délaisse pas ses études et décide de s'inscrire dans une université privée de Gérone, pour obtenir un diplôme en masso-kinésithérapie.

### Carrière professionnelle

#### 2017-2018: Cofidis
Il obtient son premier résultat significatif de la saison 2017 sur le Tour du Finistère (15e), le 15 avril, avant de se distinguer sur le Grand Prix de la Somme (20e) et le Tour du Limbourg (2e), privé par Wout van Aert de la victoire. Le 12 août, il termine 3e d'étape sur l'Arctic Race of Norway, devancé par August Jensen et Dylan Teuns.
Il commence sa deuxième saison chez les professionnels en Espagne sur le Tour de la Communauté valencienne. Il enchaîne par le Tour La Provence où on le retrouve notamment dans un rôle de poisson pilote pour Christophe Laporte, qu'il accompagne lors de ses succès sur les première et dernière étapes. Il enchaîne par le Tour du Haut-Var où, malgré un profil plus escarpé, il décroche deux tops 10 d'étape pour s'adjuger la 9e place du classement général. Il décroche de nouvelles places sur la Classic de l'Ardèche (17e) puis sur À travers la Flandre-Occidentale-Johan Museeuw Classique (16e). Fin mars, il prend part à sa première compétition World Tour, le Tour de Catalogne avec 2 tops 15 d'étape à la clé. Le 31 mai, il remporte le prologue des Boucles de la Mayenne dont il prend la 7e place au classement général. Sa saison prend fin lors du Tour de Wallonie, victime d'une chute sur la cinquième étape alors qu'il avait terminé 8e la veille.

#### 2019-: AG2R La Mondiale
Le 10 août 2018, l'équipe française AG2R La Mondiale annonce sa signature, Vincent Lavenu se réjouissant d'accueillir un coureur originaire de la région, ayant des qualités de rouleur et pouvant renforcer l'équipe dans le domaine du sprint. Il débute sous ses nouvelles couleurs lors du Tour de La Provence. En mars et avril 2019, il enchaîne les épreuves World Tour, découvrant le Circuit Het Nieuwsblad (97e), Tirreno-Adriatico, Milan-San Remo (92e), le GP E3 (32e), À travers les Flandres (139e), le Tour des Flandres (86e) puis Paris-Roubaix (68e). Au sortir de ce bloc de classiques, il termine 10e du Tour du Finistère. Comme en 2018, il remporte le prologue des Boucles de la Mayenne début juin, se classant sixième du classement général final. Il réalise deux tops 10 fin juillet sur le Tour de Wallonie et prend la 14e place du classement général avant de représenter la France aux championnats d'Europe de cyclisme sur route où il s'y adjuge la cinquième place du relais mixte.

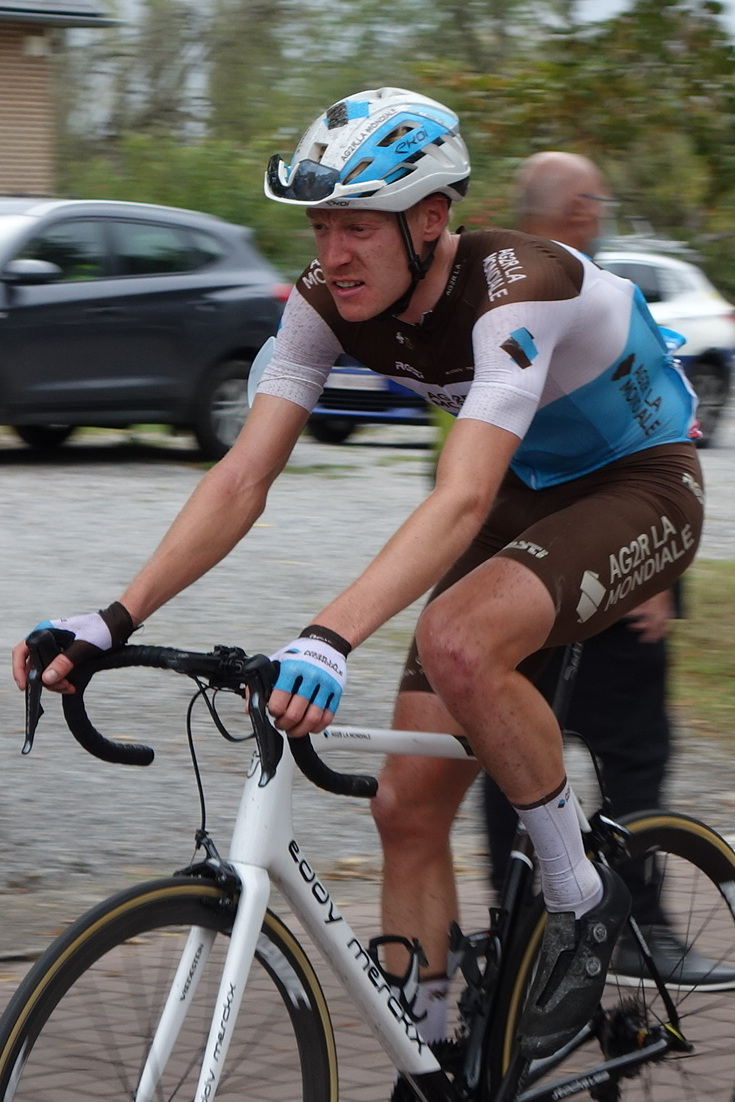
Dorian Godon lors de la Flèche wallonne 2020.

En septembre 2020, il remporte Paris-Camembert.

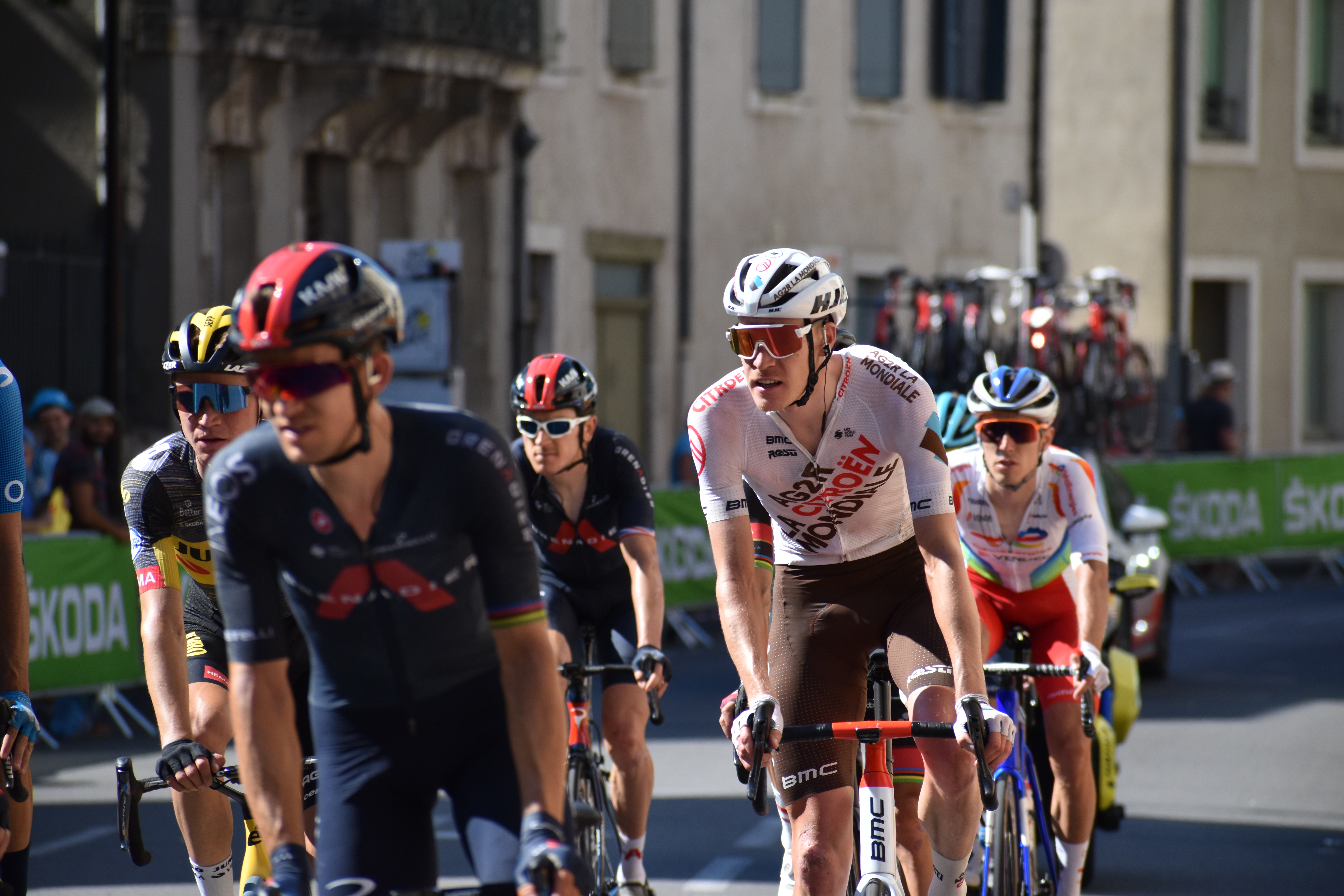
Dorian Godon lors de la 13e étape du Tour de France 2021.

Début juin 2021, l'équipe AG2R annonce la prolongation de son contrat jusqu'en 2024. Quelques jours plus tard, il remporte Paris-Camembert pour la deuxième année de suite. En août, Dorian Godon gagne la 2e étape du Tour du Limousin et endosse le maillot jaune pendant deux jours. Mais sur la 4e et dernière étape, quelques kilomètres avant l'arrivée à Limoges, il subit une défaillance et chute au classement final. Le 5 septembre, il remporte au sprint le Tour du Doubs. Le 17 octobre, à l'issue des Boucles de l'Aulne, il gagne le classement général de la Coupe de France.
Lors de Liège-Bastogne-Liège 2022, Godon est impliqué dans une chute collective qui l'amène à abandonner. Il subit à l'occasion une fracture de la clavicule gauche et une fracture au poignet droit. Il est sélectionné pour la course en ligne des championnats d'Europe et a pour l'occasion Arnaud Démare en chef de file. Initialement sélectionné pour le Tour d'Espagne, Godon est contraint de renoncer à y participer en raison d'un test positif au SARS-CoV-2 à quelques jours du départ.
En avril 2023, il gagne la Flèche brabançonne au terme d’un sprint à deux qu’il remporte aisément devant Ben Healy, après avoir participé à la bonne échappée, devenant le cinquième Français à s'imposer sur cette course. « C'est la plus belle victoire de ma carrière », confie alors Godon. Il s'agit aussi de sa première victoire hors de France. Quatre jours plus tard, il est contraint à l'abandon en raison d'une chute lors de l'Amstel Gold Race. Cette chute le contraint à déclarer forfait pour la Flèche wallonne.
En avril 2024, Dorian Godon remporte sa première victoire en WorldTour sur le Tour de Romandie : après s'être classé quatrième lors du court prologue de Payerne, il remporte le sprint à Fribourg sur la première étape, devant son équipier Andrea Vendrame, et endosse le maillot jaune. Il le perd le lendemain, retardé dans la montée des Marécottes. Mais il gagne au sprint la dernière étape à Vernier.
En juin 2025, il remporte la course en ligne des championnats de France de cyclisme sur route aux Herbiers, permettant à son équipe de conserver la tunique bleu-blanc-rouge au sein de l'effectif après la victoire de Paul Lapeira l'année précédente.

## Palmarès

### Palmarès amateur
| - 2013 - 2e du Tour du Morbihan Juniors - 3e du Challenge National juniors - 2014 - 2e étape du Tour du Canton d’Aurignac - Flèche Ardéchoise - Tour du Pays d'Olliergues : - Classement général - 2e étape (contre-la-montre) - Contre-la-montre du Tour Loire Pilat - Trofeo Terme di Premia | - 2015 - Tour Loire Pilat - 2e du Tour du Pays de Gex-Valserine - 3e du Critérium de Saint-Symphorien-sur-Coise - 2016 - Champion de Rhône-Alpes sur route - Prix de Bourg-en-Bresse - Grand Prix Delorme-Eurocapi - 2e du Grand Prix de Buxerolles - 2e du Tour du Charolais - 2e du Trophée Almar |  |

### Palmarès professionnel
| - 2017 - 2e du Tour du Limbourg - 2018 - Prologue des Boucles de la Mayenne - 2019 - Prologue des Boucles de la Mayenne - 2020 - Paris-Camembert - 2021 - Vainqueur de la Coupe de France - Paris-Camembert - 2e étape du Tour du Limousin - Tour du Doubs - 3e de la Classic Loire-Atlantique | - 2022 - 2e de la Route Adélie de Vitré - 2023 - Flèche brabançonne - Tour de Vénétie - 2024 - 1re et 5e étapes du Tour de Romandie - 6e de la Bretagne Classic - 8e de la Flèche wallonne - 2025 - Champion de France sur route - 2e étape du Tour des Alpes-Maritimes |  |

### Résultats sur les grands tours

#### Tour de France
2 participations
- 2021 : 75e
- 2024 : 82e

#### Tour d'Italie
1 participation
- 2025 : 84e

#### Tour d'Espagne
3 participations
- 2019 : 77e
- 2020 : 38e
- 2023 : 51e

### Classements mondiaux
| Année                                 | 2016 | 2017 | 2018 | 2019 | 2020 | 2021 | 2022 | 2023 | 2024 |
| ------------------------------------- | ---- | ---- | ---- | ---- | ---- | ---- | ---- | ---- | ---- |
| Classement mondial                    | 984e | 700e | 872e | 573e | 214e | 59e  | 299e | 168e | 141e |
| UCI Europe Tour                       | 656e | 424e | 525e | 432e | 178e | 50e  | 240e | nc   | 114e |
|                                       |      |      |      |      |      |      |      |      |      |
| Légende : nc = non classéSource : UCI |      |      |      |      |      |      |      |      |      |